# Ernst Gering
Ernst Gering (* 27. Februar 1934 in Wormditt, Ostpreußen) ist ein deutscher Ingenieur und früherer Volkskammerabgeordneter für den Freien Deutschen Gewerkschaftsbund (FDGB).

## Leben
Gering stammt aus der preußischen Provinz Ostpreußen und ist der Sohn einer Arbeiterfamilie. Nach dem Besuch der Volks- und der Fachschule absolvierte er ab 1948 eine zweijährige Lehre zum Maschinenschlosser. Von 1950 bis 1954 studierte Gering an der Ingenieurschule für Schiffbautechnik in Wismar sowie am Zentralinstitut für Schweißtechnik in Halle (Saale), wo er den Abschluss als Ingenieur erlangte. Als solcher wurde er Bereichsleiter in der Mathias-Thesen-Werft in Wismar.

## Politik
Gering wurde 1950 Mitglied des FDGB und trat 1960 der SED bei. In der Wahlperiode von 1963 bis 1967 war er als Berliner Vertreter Mitglied der FDGB-Fraktion in der Volkskammer der DDR.

## Auszeichnungen
- Dreifacher Aktivist
- Artur-Becker-Medaille in Silber